# Karaops strayamate
Espèce
Karaops strayamate est une espèce d'araignées aranéomorphes de la famille des Selenopidae.

## Distribution
Cette espèce est endémique du Queensland en Australie. Elle se rencontre vers le mont Baga, Rockhampton, Bowen et Brandy Creek.

## Description
La femelle holotype mesure 6,63 mm et le mâle paratype 4,25 mm,.

## Systématique et taxinomie
Cette espèce a été décrite par Crews en 2023.
En 2011, Crews et Harvey avaient pris cette espèce pour Karaops australiensis.

## Publication originale
- Crews, 2023 : « But wait, there’s more! Descriptions of new species and undescribed sexes of flattie spiders (Araneae, Selenopidae, Karaops) from Australia. » ZooKeys, vol. 1150, p. 1-189 (texte intégral).